# Christian Chessel
Pour les articles homonymes, voir Chessel (homonymie).
Christian Chessel né à Digne-les-Bains le 27 octobre 1958 et mort assassiné à Tizi Ouzou (Algérie) le 27 décembre 1994, est un prêtre catholique et religieux français Père Blanc, qui fait partie des dix-neuf martyrs de l'Église catholique algérienne de 1994 à 1996, dont les plus connus sont les moines de Tibhirine. Il est béatifié le 8 décembre 2018.

## Biographie
Le Père Christian Chessel est le plus jeune des dix-neuf martyrs, puisqu'il venait d'avoir 36 ans.
Christian Chessel obtient un diplôme d'ingénieur de l'INSA de Lyon en 1981, puis fait deux années de coopération en Côte d'Ivoire pour creuser sa vocation missionnaire. Il entre en 1985 chez les Pères Blancs et prononce ses vœux en 1991 à Rome la main posée sur l'évangéliaire en langue arabe d'un autre martyr Père Blanc, le Père Richard mort en 1881 au Sahara. Il est ordonné prêtre le 28 juin 1992.

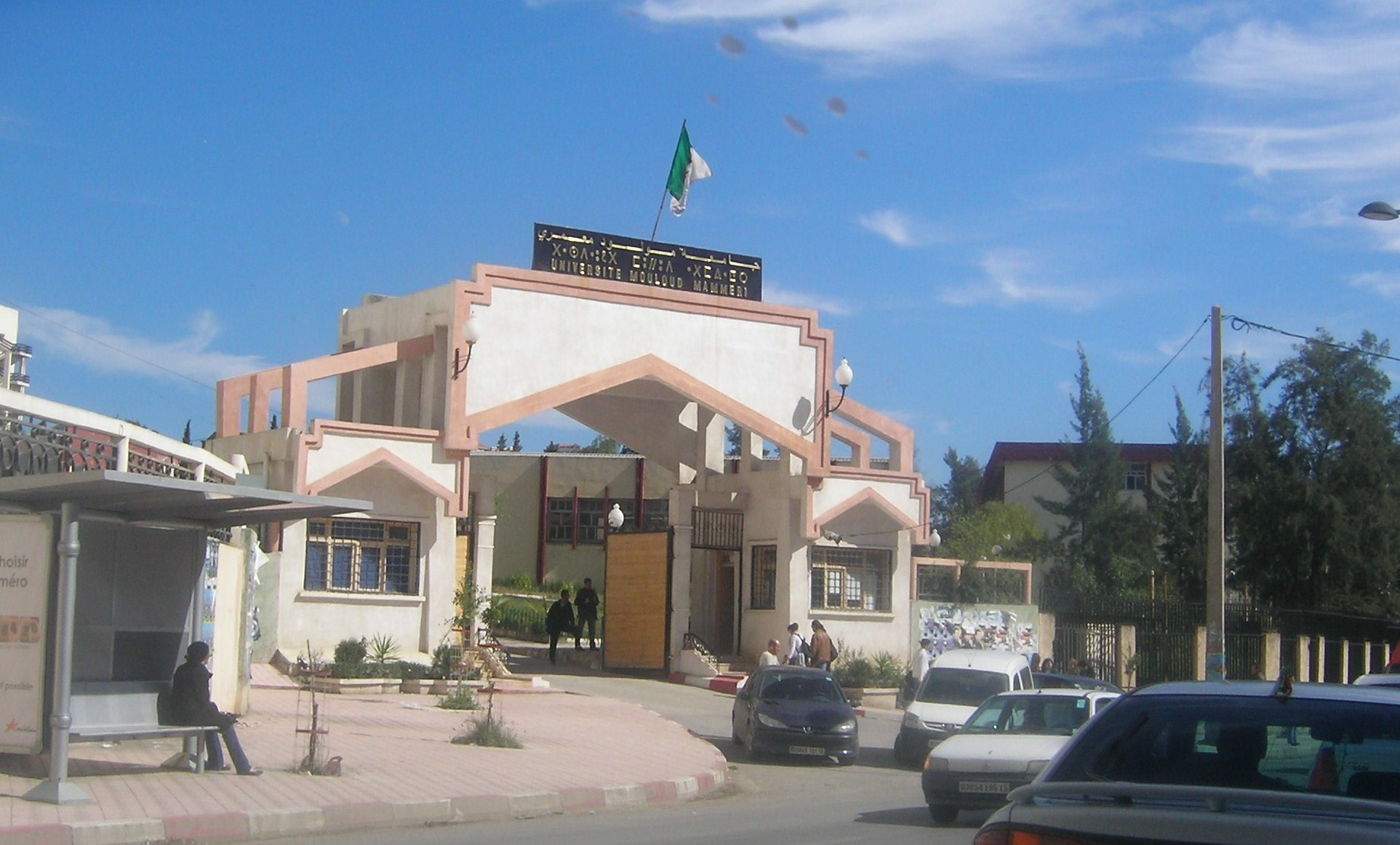
Université de Tizi Ouzou

De retour à Tizi Ouzou, il rejoint les trois autres Pères Blancs de sa communauté, les PP. Alain Dieulangard (1919-1994), Charles Deckers (1924-1994), curé de la basilique Notre-Dame d'Afrique, et Jean Chevillard (1925-1994), un quatrième ayant quitté la communauté pour en rejoindre une autre par mesure de prudence et un cinquième ayant été tué récemment dans un accident de la route. Benjamin de la communauté, il suit des cours à l'université de Tizi Ouzou sur la technique des ponts et chaussées où il se fait de nombreux camarades et s'investit avec ardeur dans un projet de nouvelle bibliothèque pour les étudiants de cette ville populeuse. Il était également ami des moines trappistes de l'abbaye Notre-Dame de l'Atlas, les moines martyrs de Tibhirine, et suivait à l'hôtellerie de l'abbaye les réunions du groupe du « Lien de la Paix » (Ribât-es-Salam) fondé par le Père Christian de Chergé. Il y vint une dernière fois en novembre 1994.
Depuis 1993, les étrangers présents en Algérie sont menacés de mort par le FIS. Les Pères se savaient menacés, mais restent par solidarité envers la population. L'opération du GIGN de libération des otages de l'avion détenu par les quatre terroristes du Groupe islamique armé provoque des représailles en Algérie. Les quatre Pères Blancs sont assassinés à coups de mitraillette dans la cour de leur maison vers midi, le 27 décembre 1994,,,.
L'homélie quelques jours plus tard est prononcée par Mgr Henri Teissier. Le P. de Chergé assiste à la cérémonie. Quinze mois plus tard il donnera à son tour sa vie avec ses compagnons de Tibhirine.
Le Père Chessel est enterré dans le caveau familial à Villebois (Ain). L'ouverture de procès en béatification a commencé pour le diocèse d'Alger en 2007. Le P. Motte, dominicain, est le juge diocésain chargé du dossier. La cause aboutit en 2018, Christian Chessel est proclamé bienheureux à Oran le 8 décembre 2018, fête de l'Immaculée Conception.